# Сумар, Константин Андреевич
Сумар, Константин Андреевич (род. 15 января 1949) — белорусский государственный деятель. Занимал должность председателя Брестского облисполкома. Возглавлял Брестскую область более 10 лет. Ушел в отставку в конце 2014 года. Является председателем наблюдательного совета «Русского моря».

## Биография
Родился в деревне Вичин Лунинецкого района Брестской области. Генерал-майор запаса.
Работал заведующим Дворецким сельским клубом, инженером-гидромелиоратором, главным агрономом, заместителем председателя колхоза «Путь Ленина», председателем колхоза «Рассвет» Лунинецкого района, первым заместителем председателя исполнительного комитета Лунинецкого районного Совета народных депутатов, начальником управления сельского хозяйства. Был избран вторым и первым секретарем Брестского райкома КПБ, председателем Брестского районного Совета народных депутатов, председателем Брестского райисполкома, председателем Брестского районного Совета депутатов. Занимал должности заместителя Начальника Службы контроля Президента Республики Беларусь, заместителя Председателя Комитета государственного контроля Республики Беларусь, первого заместителя председателя Минского облисполкома, Председателя Государственного налогового комитета Республики Беларусь, Министра по налогам и сборам Республики Беларусь, председателя Брестского областного исполнительного комитета.
Награждён орденом Почета, медалью «За трудовую доблесть», Почетной грамотой Национального собрания Республики Беларусь, двумя почетными грамотами Совета Министров Республики Беларусь, Почетной грамотой Парламентского Собрания Союза Беларуси и России.
Сумар убеждён, что участковые должны быть не только стражами закона, но и советчиками. Не поддержал предложение УВД ограничить ночную продажу пива.
Любит плавать. Женат, двое детей.
Выпустил ограниченным тиражом альбом с десятью песнями. Сборник лирических песен «Береза, белая подруга» в исполнении Константина Сумара и сопровождении ансамбля народных инструментов «Сябрына» был записан в Брестском областном общественно-культурном центре. В продажу альбом так и не попал. Зато несколько композиций вскоре просочились в интернет.
Плясал и пел для российских журналистов.
Памятник хлебу по эскизу Константина Сумара установили в Пинске. Памятник установили у городского Дома культуры. Пожелания Константина Сумара полностью учли: это гранитный параллелепипед, на нём — белорусский рушник, колосья и круглая буханка хлеба с отрезанной краюхой.
С бывшим мэром Москвы Лужковым у него были хорошие деловые отношения.